# 포도막흑색종
포도막흑색종(葡萄膜黑色腫, uveal melanoma)은 눈의 포도막에 발생하는 안구암의 일종이다. 전통적으로는 홍채, 맥락막, 섬모체에서 발생하는 경우로 분류할 수 있으나, 전이 위험이 낮은 I형과 전이 위험이 높은 II형으로 나누는 것도 가능하다. 흐린 시야, 시력 소실, 광시증 등의 증상이 나타날 수 있으나 증상이 없는 경우도 있다.
종양은 포도막 안에 존재하며 눈의 색깔을 내는 세포인 멜라닌세포에서 발생한다. 멜라닌세포는 망막의 밑에 깔려 있는 망막색소상피를 이루는 세포들과는 다르다. 망막색소상피의 세포들은 흑색종을 형성하지 않는다. 포도막흑색종은 몸의 멀리 떨어진 부분들로 퍼질 수 있는데, 이 경우 5년 생존률은 15% 정도밖에 되지 않는다.
원발성 안구암 중 가장 흔한 종류의 암이다. 남성과 여성의 발병률은 동등하다. 전 세계적으로 연간 200만에서 800만 정도의 환자가 발생한다. 50% 이상의 환자에서 전이가 발생하며, 대부분은 간으로 전이한다.

## 증상 및 징후
안구의 흑색종은 종양의 크기나 위치에 따라 증상 없이 발생하기도 한다. 증상이 발생한다면 다음과 같은 증상들이 나타날 수 있다.
- 흐려진 시야
- 복시
- 과민 상태
- 통증
- 눈에서 빛이 번쩍이는 것이 보이는 광시증
- 전체 시야의 감소
- 시력 상실
- 시야에 이물질이 낀 느낌
- 눈의 발적, 안구돌출증
- 동공 모양의 변화
- 눈 안의 압력
- 사물이 비틀리거나 휘어서 보이는 시야의 왜곡이 나타나는 변시증

## 전이
포도막에는 림프관이 없으므로 전이는 국소 전이나 혈액을 통한 전파로 이루어진다. 포도막흑색종이 가장 흔하게 전이하는 부위는 간이며, 간으로 가장 먼저 전이가 발생하는 환자의 비율은 전체 환자의 80~90%에 이른다. 전이가 흔히 발생하는 다른 부위로는 폐, 뼈, 피부 바로 밑의 피하 조직 등이 있다. 원발 종양의 치료 후 15년 안에 대략 50% 정도의 환자에서 전이가 발생하며, 이때 간은 전이된 환자의 90%에서 전이가 일어난다. 원발 종양을 치료한 지 10년 이상 지난 뒤에 전이가 발생할 수 있으므로, 모니터링을 10년 지속한 경우에도 완치라고 판정해서는 안된다.
간 전이 이후 평균 생존 기간은 전신으로 종양이 퍼진 정도에 따라 다르다. 병이 없었던 기간, 치료 성적, 전이로 인한 간 이식 여부, 혈청 내 젖산 탈수소효소(LDH) 농도 등이 전이성 포도막흑색종의 가장 중요한 예후 인자이다. 전이성 흑색종을 완치할 방법은 현재 존재하지 않는다.

## 같이 보기
- 흑색종